# Миланска политехника
Политехническият университет на Милано (на италиански: Politecnico di Milano) е сред най-престижните технически университети не само в Европа, но и в света.

## История
Милано от Ренесанса е център на архитектурното инженерство, техническия дизайн. В началото на XIX век в града се развиват предприятия в областта на машинното и строителното инженерство, индустриалната химия и други.

### Технически институт
Франческо Бриоши, италиански политик, математик и хидроинженер, заедно с Министерството на образованието в Италия съставя екип и основава Технически институт в Милано на 29 ноември 1863 г. По същото време Бриоши е ректор на Университета в Павия. В началото на създаването си институтът си сътрудничи с политехнически университети от Германия и Швейцария.
В Техническия институт се създават 2 области на образованието: строително и общо инженерство. През следващите години институтът е наричан Brioschi Asylum (в превод „Убежището на Бриоши“) от студентите. Първият випуск от дипломирани инженери завършва през 1865 г.

## Структура

### Кампуси
- Кампус в Комо
- Кампус в Кремона
- Кампус в Леко
- Кампус в Мантона
- Кампус в Милано Бовиса
- Кампус в Милано Леонардо
- Кампус в Пиаченца

### Факултети
- Факултет по архитектура и обществени науки
- Факултет по цивилна архитектура
- Факултет по дизайн
- Факултет по строителство, околна среда и мениджмънт на площите
- Факултет по индустриално и информационно инженерство
- Факултет по архитектурно инженерство

### Научни департаменти
- Департамент по аерокосмически технологии
- Департамент по архитектура и градски технологии
- Департамент по архитектура, конструктивно инженерство и околна среда
- Департамент по химия и технология на материалите „Джулио Ната“
- Департамент по дизайн
- Департамент по електроника, биоелектроника и информационни системи
- Департамент по енергетика
- Департамент по мениджмънт, икономика и индустриално инженерство
- Департамент по математика „Франческо Бриоши“
- Департамент по механика
- Департамент по физика

## Възпитаници
- Камило Боито – архитект и писател
- Карло Емилио Гада (1893 – 1973), инженер и писател
- Амалия Еркони-Финци – аерокосмически машинен инженер, астронавт
- Джулио Ната – Нобелова награда за химия (1963), инженер-химик
- Марко Цанузо – архитект и дизайнер
- Джовани Баттиста Пирели – инженер, политик, бизнесмен, основател на „Пирели“
- Феручио Пицигони – инженер, Златен медал за храброст (1919-1943
- Клаудио Монета – инженер и актьор
- Джулиано Цуколи – висш мениджър
- Енрико Форланини – пионер в авиоинженерството
- Константин Йосифов (1893 – 1977) - строителен инженер